# Fancy Bear
Fancy Bear (también conocido por APT28, Pawn Storm, Sofacy Group, Sednit, Strontium o Tsar Team), es un grupo de hackers vinculados a Rusia. Se cree que está asociado con la inteligencia rusa, en especial con el GRU.

Típicamente trabaja con la creación de páginas web fraudulentas similares en aspecto a las de sus objetivos, con nombres de dominios cercanos a los legítimos, para robo de credenciales. Sus ámbitos preferidos de ataque son el aeroespacial, defensa, energía, administraciones públicas y medios de comunicación. Es especial a los asociados a países de la OTAN y transcaucásicos
Presentado al público por FireEye, se cree que el grupo ha estado operativo desde al menos 2007 evolucionando desde entonces de forma más o menos continua de forma muy cualificada.

## Actividades
Se le han atribuido participaciones en distintos ataques como por ejemplo:
- Ataques de falsa bandera a medios de comunicación.[15]
- Ataques a instituciones gubernamentales.[16][17]
- Ataque personalizados personalidades como periodistas y parlamentarios.[18][19][20][21][22][23][24]
- Injerencias destinadas para interferir en el resultado de elecciones. Como por ejemplo actividades relacionada con los ciberataques al Comité Nacional Demócrata en junio de 2016 para las elecciones estadounidenses[25] o injerencias en las elecciones francesas y alemanas.[26][27][28]
- Ataque contra instituciones como el Comité Olímpico Internacional,[29][30][31] think tanks[32][33][34]
- Ataque contra objetivos militares en la intervención rusa en Ucrania de 2014.[35][36][37][38]